# Akershus slot
Akershus slot (egentlig Akershus slot og fæstning) er en af de mest betydelige fæstninger i Norge. Den er strategisk beliggende på Akersnæs i Oslo. Borgen har overlevet flere belejringer, og er aldrig blevet indtaget med magt af en fjendtlig, udenlandsk hær, men blev overgivet til den tyske besættelsesmagt i 1940.
Fæstningen har navn efter Aker (fra norrønt Akr, ager, og hus, borg, kastel), og har givet navn til lenet, amtet og fylket Akershus.
Slottet stammer fra middelalderen, men blev ombygget af Christian den Fjerde. Det er dog i dag så vidt muligt ført tilbage til oprindeligt udseende, især inden døre. Dronning Margrethe I, der skabte den nordiske union, boede her som norsk dronning da hun var barn og ung voksen.
Området er fortsat militært, og det daglige vagthold varetages af kongens garde. Forsvarsmuseet, Hjemmefrontmuseet og Forsvarsstaben har lokaler på Akershus Fæstning.

## Middelalderen
I 1287 blev Oslo angrebet af den oprørske adelsmand Alv Erlingsson, og den gamle kongsgård og kvarteret rundt om blev nedbrændt. Akershus antages at være påbegyndt i 1290'erne af kong Håkon 5. Magnusson, som også anlagde fæstningerne i Båhus og Vardø. Akershus nævnes første gang i skriftlige kilder i 1300, i et brev fra kong Håkon til Mariakirken i Oslo. I 1308 modstod borgen for første gang en belejring af den svenske hertug Erik af Södermanland, som belejrede borgen sammen med en række norske stormænd, men blev drevet væk af en lokal norsk bondehær. I 1330'erne var der et oprør mod kongefællesskabet med Sverige, og i perioder havde norske stormænd kontrol over Akershus. Kong Håkon 6. fik udført store byggearbejder på fæstningen.
I 1449 blev Akershus forgæves belejret af den svenske konge Karl Knutsson Bonde. I 1502 rejste den norske adelsmand Knut Alvsson en hær fra grænseområderne mod Sverige, indtog Akershus og fæstningen i Tønsberg, og afsatte den danske slotsfoged Peder Griis. Samme år belejrede skotske lejesoldater i den danske konges tjeneste fæstningen. På vej til fredsforhandlinger blev Knut Alvsson dræbt af kongens mænd, og belejringen var ophørt indtil 1523, da svenske soldater igen trængte ind i Oslo. Grevefejden gav Gustav Vasa anledning til at prøve at sikre sig kontrol over Norge. Som sidste udvej brændte Oslos befolkning deres hjem ned, og den svenske hær måtte vende hjem med uforrettet sag.

## Renæssancen
I 1527 slog lynet ned og gjorde stor skade, særlig på det indre borgområde. Akershus var derfor svækket, da den afsatte konge Christian 2. belejrede fæstningen i 1531, og kun 20-30 mand var på plads i borgen ved belejringens start. Ukendt med dette indgik Christian 2. våbenhvile med slotsfogeden Mogens Gyldenstjerne. I marts 1532 blev belejringen hævet af styrker fra Danmark og Lübeck. Efter den styrkeprøve blev borgen udbedret og forstærket. 
Søndag aften 21.januar 1532 angreb Gyldenstjerne med sine soldater Hovedøen kloster i Oslofjorden, tog abbeden til fange, og plyndrede og brændte klosteret. Klosterets hovbønder fik hovtjenesten overført til Akershus fæstning under reparationerne efter Christian 2.s belejring.
Under syvårskrigen blev borgen belejret i 1567 af svenske styrker, men lensherren, Christen Munk, havde brændt Oslo ned, så de svenske tropper blev stående uden forsyninger eller muligheder for andet end at trække sig tilbage.
En måneformørkelse fandt sted på den norske herredag i 1580, og 20. januar 1581 om formiddagen så man i Norge et himmelsyn af en skaldet, sortklædt, knælende præst med foldede hænder strakt i vejret, identificeret som superintendenten i Bergen, Jens Pederssøn Skielderup.  Sild og torsk var forsvundet fra kysterne, og en regnbyge af gule mus havde ædt hele afgrøden i Bergens-distriktet i 1578. Som et klimaks på disse ulykker blev en so født på Akershus fæstning 7.juli 1581, og et skrift på plattysk, Die Nordtsche Saw (= Den norske so), kom i omløb. Her skildres en skabning uden øjne, med en abes ører, menneskelig næse, og en elefants bøjelige "horn" (snabel) i panden. Soens fødsel udlægges af den anonyme forfatter som et tegn på Guds vrede, men soen er med sin løsagtighed også et dommedagsvarsel. Bergenserne bør mærke sig, at deres by har udviklet sig til et Sodoma og Gomorra  – selv om soen altså blev født på den anden side af landet, på fæstningen i Oslo.
Under Christian 4. blev der for alvor gang i byggeaktiviteterne. Han var optaget af den militærtekniske udvikling, især mulighederne, der lå i kanonernes ildkraft. Udbedringen blev delvis finansieret ved en ekstraskat på Østlandet og i Agder, dels ved pligttjeneste, også for kvinder, som især blev sat til at bære teglsten. I 1604 stod første byggetrin færdig, med nye befæstninger ("Øvrevoll") bygget efter det italienske bastionsystem med stenklædte jordvolde. Det gamle hovedtårn "Vovehals" blev revet ned, og trappetårnene "Blåtårn" og "Romerikstårnet" rejst. Akerhus fik dermed den silhuet, vi kender i dag. Krudtkammeret under slotskirken blev omdannet til fire fangehuller, hvoraf to stadig eksisterer. Christian 4. ønskede at knytte Oslo og borgen tættere sammen, og da byen brændte ned i 1624, sørgede han for at få den genrejst inden for fæstningsmurene, i et skakbrætlignende mønster af snorrette gader der krydser hinanden. Denne nye by kaldte han Christiania efter sig selv.

## Fæstning fra 1653 til 1820-årene
Ved freden i Brömsebro efter Hannibal-fejden i 1643-1645 måtte Danmark-Norge afstå de gamle norske landskaber Jemtland og Herjedalen, og efter krigene 1657-1660 også Bohuslen. Disse tab og grænseændringer gjorde Akershus fæstning endnu vigtigere som national befæstning. Fæstningen blev derfor videre udbygget under ledelse av nederlænderen Isaac van Geelkerck.
Som tidligere blev fæstningen benyttet til kongehyldninger, stændermøder og til tider som kongebolig, i tillæg til at varetage militære funktioner. Men efterhånden blev de repræsentative opgaver mindre vigtige, særlig efter at Norge havde tabt de fleste af sine egne rigsinstitutioner ved indføringen af enevældet i 1660. I løbet af 1600- og 1700-tallet blev repræsentationsbygningerne stadig mere umoderne, og vedligeholdet forsømt. Fæstningens præg af at udelukkende være en militær installation blev tydeligere. Det eneste civile indslag på 1700-tallet var overhofretten. De militære anlæg blev oprustede ved slutningen af 1600-tallet og frem mod 1750, da de ydre forsvarsværker blev forstærkede. Efter en bybrand i 1686 blev voldene rundt byen nedlagt, mens Akershus til gengæld blev udvidet på bekostning af bybebyggelsen. Mægtige, stenklædte volde med fremskydende bastioner gik rundt om hele fæstningen, der optog et næsten lige så stort areal som byen Christiania.
8. marts 1716 blev det udvidede anlæg angrebet for første gang. Den svenske kong Karl XII angreb overraskende med 10.000 mand. Under stor forvirring fik kommandanten, oberst Jørgen Christopher von Klenow, samlet 3.000 forsvarere, og udholdt en langvarig belejring, før svenskerne til slut måtte trække sig tilbage. Den mislykkede belejring var et vigtigt bidrag til at Karl XIIs første felttog i Norge mislykkedes.
Som ved al anden befæstning løber den militære udvikling fra de eksisterende forsvarsanlæg, og dette ramte Akershus fæstning rundt 1750. Efter den tid havde anlægget ingen særlig militær betydning mere, og efter unionen med Sverige i 1814, blev den afviklet som fæstning, og dele af de ydre mure revet ned.

## Slaveri og nedbygning fra 1820-årene til 1900
Den nye hovedstad trængte mere plads, og fæstningen fik en anden funkton efter 1814. Fordi dens militære værdi var borte, forfaldt anlægget. De ydre dele veg pladsen for offentlige og private formål, som nybyg for Oslo børs, Christiania Theater, Norges Bank og frimurerlogen St. Johanneslogen St. Olaus til Den hvide Leopard. Fæstningens volde og omgivelser var velegnede til spadsereture for byens befolkning, og ved Akershusstranden badede og fiskede man om sommeren, og løb på skøjter om vinteren. Bygningerne på Øvre fæstning blev benyttet til mange formål, blandt andet til lagerplads. Norges rigsarkiv holdt til der indtil 1866, med Henrik Wergeland som sin første direktør.
En stor del af fæstningen blev benyttet til fængsel, kaldet Slaveriet. Den tids kriminalforsorg var en blanding af opbevaring – for at beskytte samfundet – og «moralsk opbyggelse» gennem hårdt arbejde. I stedet for at henrette kriminelle, blev de sat til tvangsarbejde. Slaverne blev også lejet ud til private. Blandt de indsatte var kendte størrelser som udbryderkongen Gjest Baardsen  og mestertyven Ole Høiland. 
Efter det læstadianske, samiske oprør i Kautokeino i 1852, havnede alle de anklagede mænd, bortset fra lederne Aslak Hætta  og Mons Somby  (som blev halshugget i Alta) på Akershus – kvinderne blev sat i tugthuset i Trondheim. Flere af fangerne døde i fangenskab.  Blandt de overlevende var Lars Hætta,  der var atten år, da han blev fængslet, og som under fængselsopholdet fik anledning til at oversætte Bibelen til nordsamisk. 
I løbet af 1800-tallet blev der rejst flere militære bygninger, så som hølade, ridehus, kommandantbolig, militære depoter og kaserner, gymnastiksal, værksteder og kontorbygninger for Forsvarsdepartementet og andre formål. De vigtigste arkitekter i denne periode var de indvandrede tyske kompagnoner Heinrich Ernst Schirmer og Wilhelm von Hanno.
Som en følge af det tiltagende forfald og byens voksende behov for byggegrunde, blev ønsket om at nedrive anlægget stærkere. Maleren og forfatteren Christian Krohg var blandt talsmændene for nedrivning, men mod slutningen af 1800-tallet vågnede forståelsen for Akershus som historisk mindesmærke.

## Anden verdenskrig og eftertid
Den første, som i moderne tid brugte slottet som ramme om officielle statslige anledninger, var Quisling. Her lod han sig i 1942 udråbe til "ministerpræsident", og her blev han henrettet efter krigen. Fæstningen blev af Wehrmacht benyttet til kaserne, fængsel for politiske fanger og rettersted. Fangetallet var ca. 80, men i en periode var 4-500 tyske desertører indespærret her. Et ukendt antal norske og udenlandske fanger blev henrettede på Akershus i løbet af besættelsen.
Terje Rollem, medlem af den norske modstandsbevægelse, overtog 8.maj 1945 fæstningen fra kommandant Nichterlein og kaptajn Hamel. Rollem fortalte senere, at overtagelsen kun kostede en rotte livet. Han havde 130 mand med sig, og nogle af dem blev forsøgt standset af tyske vagter. Men i samme øjeblik sprang en rotte over fængselsgården, og en af hjemmefrontmændene skød den med et præcist skud. Så var der ikke flere problemer med tyskerne. Men kommandant Nichterlein var stærkt bevæget og holdt en tale på mindst et kvarters tid, før han overdrog fæstningen. 
Fra 25.maj 1945 overtog briterne kommandoen og gjorde Akershus til et militærfængsel. I løbet af kort tid måtte fængslet, der normalt kunne rumme op til 400 fanger, give plads til ca.1.000 indsatte. De tyske fanger talte alt fra generaler til Gestapo-ansatte. Blandt nordmændene var nogle mistænkt for spionvirksomhed. Den tidligere underkommandant fra Auschwitz, Hans Aumeier, var kommet til Norge i januar 1945 til en nyoprettet fangelejr på Mysen. Som denne lejrs første kommandant gjorde han sig bemærket som yderst brutal, og i Auschwitz havde han beordret 90 henrettelser. Som fange på Akershus blev han til gengæld pryglet, så hans skrig kunne høres over hele fæstningen. Nogle dage senere blev han igen gennempryglet og også smidt ind i en dampdrevet desinfektionsovn, der blev varmet op til 65 grader. Aumeier blev senere dømt til døden i Krakow og henrettet i januar 1948.
Det første halve år efter befrielsen var fangernes kost elendig: 850 kalorier dagligt. De måtte spise toiletpapir opblødt i vand for at dæmpe sultsmerterne i maven, og nogle besvimede af sult i cellerne. Maden var kogt af rådne kartofler, rådden sild eller midebefængt klipfisk. Fanger, der var sat til oprydningsarbejde, rodede i affaldet og fandt madpakker, som hjemmefrontvagterne havde smidt fra sig, men blev de opdaget, blev de tvunget til eksercits til de faldt sammen af udmattelse og nægtet føde i tre dage. Samtidig blev fangerne holdt vågne om nætterne. Hjemmefrontvagterne satte sirener i gang, sparkede på døre og skød i gangene. Tyske fanger blev spændt foran gamle biler, der stod parkeret der. Så satte vagterne og besøgende kvinder sig op på biltaget, og hvis tyskerne ikke kunne trække bilerne hurtigt nok, blev der skudt mellem benene på dem. Da rigspolitiet overtog vagtholdet i juli 1945, ophørte dette.
Senere blev Akershus igen et festlokale ved fejringen af kong Haakon 7.s 75-årsdag i 1947. I kælderen under sydfløjen blev Det kongelige gravkapel indrettet, og her er dronning Maud, kronprinsesse Märtha og kongerne Haakon 7. og Olav 5. bisat. Det meste af restaureringsarbejdet blev afsluttet i 1962, mens Olavshallen i nordfløjen først blev fuldført i 1976.

## Den nutidige restaurering
En større restaurering sommeren 2010 har afdækket, at den tidligere restaurering med blandt andet brug af cement og fjernelse af den hvide kalkpuds, der tidligere dækkede slottet, har medført en stærkere nedbrydning af slottets vægge. Det vurderes derfor, om væggene igen skal kalkes eller slemmes. Under restaureringen har man blandt andet fundet ud af, at slottet tidligere også har haft en okkerfarvet kalkslemming. En plan for bevaring af slottet og fæstningen, et samarbejde mellem norske civile og militære myndigheder, har til formål at bevare bygningsmassens historiske og kulturelle værdier for fremtidige generationer.